# (42532) 1995 OR
1995 أو أر (ويعرف أيضًا باسم (42532) 1995 أو أر وفق تسمية الكوكب الصغير) (بالإنجليزية: 1995 OR)‏ هو كويكب ضمن حزام الكويكبات؛ وترتيبه 42532 من حيث الاكتشاف.
اكتُشف هذا الجُرم الفلكي بواسطة تاكيشي أوراتا ‏ في 24 يوليو 1995.

## وصلات خارجية
- (42532) 1995 OR في قاعدة بيانات مختبر الدفع النفاث لأجرام النظام الشمسي الصغيرة

- الاكتشاف · مخطط المدار ·  العناصر المدارية · المعلمات المادية

- (42532) 1995 OR على موقع ويكي سكاي: DSS2, SDSS, GALEX, IRAS, Hydrogen α, X-Ray, Astrophoto, Sky Map, Articles and images